# بلال حلبونی
بلال حلبونی (عربی: بِلَال حَلبُونِيّ؛ زادهٔ ۲۹ دسامبر ۱۹۹۹) بازیکن فوتبال اهل سوریه-کانادا است.
وی همچنین در تیم ملی فوتبال سوریه بازی کرده‌است.